# Vagn Holmboe
Pour les articles homonymes, voir Holmboe.
Vagn Holmboe Gylding, né le 20 décembre 1909 à Horsens (Jutland) et mort le 1er septembre 1996 à Ramløse, est un compositeur danois.
Vagn Holmboe est le frère cadet du journaliste, explorateur et écrivain danois Knud Holmboe.

## Biographie
Dès l'âge de 16 ans, Vagn Holmboe commence sa formation musicale à l'Académie royale danoise de musique de Copenhague chez Knud Jeppesen pour la théorie et chez Finn Høffding pour la composition, sur la recommandation de Carl Nielsen. Il termine ses études en 1929 et s'installe à Berlin, où Ernst Toch est son professeur pendant une courte période. En 1933, il épouse la pianiste roumaine Meta Graf. Après son retour au Danemark en 1934, il enseigne dans divers établissements, notamment au Conservatoire royal de Copenhague de 1950 à 1965 où il a comme étudiants Egil Hovland, Bent Lorentzen (en), Per Nørgård, Ib Nørholm, Arne Nordheim, Ole Schmidt et Alan Stout (en).
Il réside de 1940 à sa mort à Ramløse.

## Œuvre
Holmboe a écrit près de 200 œuvres musicales, dont un opéra, 13 symphonies et 21 œuvres pour quatuor à cordes.